# Décembre 1816
Cette page présente les faits marquants du mois de décembre 1816.

## Événements

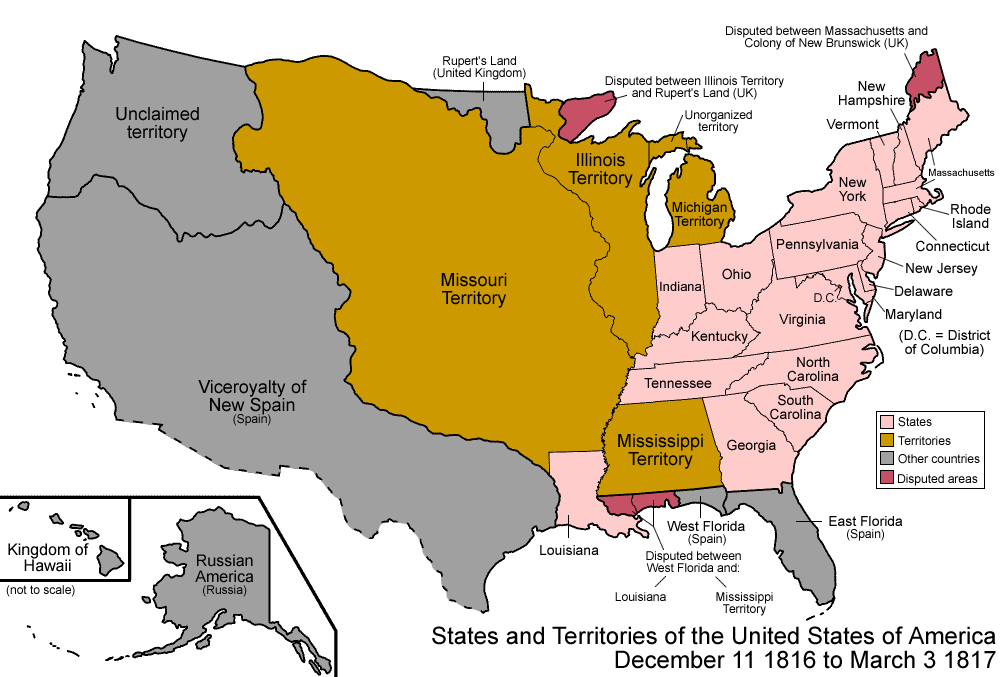
11 décembre 1816 - 3 mars 1817

- 2 décembre : un rassemblement de radicaux organisé à Spa Field (Londres), tourne à l’émeute[1]. Début de mouvements sociaux au Royaume-Uni (1816-1820).

- 10 décembre : arrivée à Saint-Louis de l'abbé Giudicelli. Le 17 décembre il est nommé préfet apostolique du Sénégal et de Gorée[2].

- 11 décembre, États-Unis : la portion sud du Territoire de l'Indiana devient le 19e État, l'Indiana. Le reste du territoire devient non-organisé[3].

- 12 décembre, Caserte : union de la Sicile à Naples, abolition de sa constitution et suppression de son armée. Ferdinand IV de Bourbon devient roi des Deux-Siciles[4].

## Naissances
- 4 décembre : Benjamin Silliman Jr. (mort en 1885), chimiste américain.
- 13 décembre : Werner von Siemens (mort en 1892), ingénieur allemand.
- 29 décembre : Carl Ludwig (mort en 1895), médecin et physiologiste allemand.

## Décès
- 10 décembre : Louis Marie Turreau, conventionnel et général français (° 1756).
- 28 décembre : Jacques-Nicolas Frainais d'Albert, peintre et professeur de dessin français (° 9 décembre 1763).